# Атмосферна оптика
Атмосфе́рна о́птика — розділ метеорології, присвячений вивченню оптичних явищ в атмосфері, які викликаються розсіюванням, поглинанням, заломленням та дифракцією світла в повітрі.
Атмосферна оптика вивчає явища сутінків, заграв, марева, веселки, гало та їхній зв'язок з погодою.
Атмосферна оптика тісно пов'язана з актинометрією.